# Rua Coronel Silva Gomes
A Rua Coronel Silva Gomes é um logradouro do bairro do Canindé, distrito do Pari, na Região Central da cidade de São Paulo, distrito administrado pela Subprefeitura da Mooca, tendo como CEP 03029-020. Apesar de sua posição geográfica, o distrito integra a Região Administrativa do Sudeste. A região apresenta perfil residencial, caracterizado por uma população de Classe média e Classe média alta. Por ser o bairro onde está sediada a Associação Portuguesa de Desportos, é uma antiga região de imigrantes portugueses.

## Homenageado
Embora pequena (cerca de 100 m), essa rua é importante por seu nome ter representado uma homenagem ao mais conhecido músico da cidade de São Paulo em seu tempo, o organista e compositor luso-brasileiro André da Silva Gomes (Lisboa, 30 de novembro de 1752 — São Paulo, 16 de junho de 1844), radicado desde 1774 na cidade de São Paulo.
André da Silva Gomes atuou em São Paulo como organista e mestre de capela da catedral, compositor, mestre régio de latim, primeiro professor de latim da Faculdade de Direito de São Paulo e político (representante da instrução pública), com participação decisiva na movimentação de apoio da Província de São Paulo ao processo de independência e tendo sido a única testemunha ocular a deixar um relato descritivo da revolta paulistana (contrária ao liberalismo) conhecida como Bernarda de Francisco Inácio.
"André da Silva", como também era conhecido, foi o músico mais influente em São Paulo durante o período de sua atividade como mestre de capela na catedral (1774-1823) e o mais antigo compositor ativo nessa cidade cujas obras foram preservadas (ainda que parcialmente), especialmente no Arquivo da Cúria Metropolitana de São Paulo. O título militar expresso no nome da Rua Coronel Silva Gomes deve-se ao fato de que André da Silva Gomes também teve a patente de tenente-coronel e por algum tempo exerceu o cargo de músico do Quartel de São Paulo. Embora André da Silva Gomes tenha vivido sempre na região central de São Paulo (hoje conhecida como Centro Velho), a provável razão de seu nome ter sido atribuído a essa rua, considerando-se que esse mestre de capela era natural de Lisboa, foi a associação entre o Bairro do Canindé e a imigração portuguesa.

## Histórico
A rua foi aberta em 1922, como pequena via de comunicação entre as ruas Rio Bonito e Coronel Morais. Não é conhecido o decreto que deu nome a essa rua. A mais antigo decreto sobre esse logradouro é o Decreto Municipal nº 1108, de 10 de dezembro de 1949, que aprovou o plano de nivelamento da Rua Coronel Silva Gomes. O nome do homenageado foi usado de maneira truncada e, por algum tempo, houve dúvida sobre a a identidade desse "Coronel Silva Gomes".
Quem esclareceu esse assunto foi Clóvis de Oliveira, que inicialmente reparou a existência de algumas ruas com nome próximo a André da Silva Gomes. Em um trabalho de 1944 perguntava: "No Belenzinho há uma rua denominada André Gomes. De quem se trata? Será de André da Silva Gomes, natural de Portugal, que foi o primeiro [sic] mestre de capela da Sé de S. Paulo, o primeiro a orquestrar, a pedido de D. Pedro I, o Hino da Independência, da autoria do Imperador, em 1822?"
A confirmação entre a identidade do "Coronel Silva Gomes" e do mestre de capela André da Silva Gomes acabou sendo conferida pela Lei Municipal nº 3873, de 15 de abril de 1950, que dispõe sobre denominação de via pública, a qual determinou, no Art. 2º, que “As placas de nomenclatura da Rua Coronel Silva Gomes conterão, em caracteres menores, os seguintes dizeres: 1º Mestre da Capela da Sé.” Essa informação, entretanto, não mais existe nas placas atuais (sendo necessário corrigir o fato de que André da Silva Gomes não foi o primeiro mestre de capela da Catedral de São Paulo, porém é o mais antigo do qual são conhecidas suas composições).
A identidade entre o "Coronel Silva Gomes" e o mestre de capela André da Silva Gomes foi confirmada pela pesquisa de Clóvis de Oliveira, em dois trabalhos significativos sobre o assunto, e segue sendo confirmada pelo Dicionário de Ruas, do Arquivo Histórico Municipal de São Paulo, faltando apenas a correspondente informação na placa do logradouro.

## Outras homenagens a André da Silva Gomes
- «Conservatório Musical André da Silva Gomes (São Bernardo do Campo - SP)»